# Nenasytná Tiffany
Nenasytná Tiffany je český film režiséra Andy Fehu z roku 2015. Jedná se o jeho celovečerní debut.
Film měl premiéru na Mezinárodním filmovém festivalu v Karlových Varech v nesoutěžní sekci Půlnoční filmy, kde byl jediným českým zástupcem.

## Výroba
Film byl mj. natáčen v Horním Jiřetíně.

## Ocenění
Andy Fehu byl nominován na cenu RWE pro objev roku na Cenách české filmové kritiky.

## Obsazení
| Leoš Noha       | Pepa        |
| Jiří Panzner    | Jarda       |
| Petr Čtvrtníček | Adam        |
| Pjeer Van Eck   | zastavárník |
| Jitka Pavlišová | Lea         |
| Vojtěch Johaník | Xaviér      |

## Recenze
- Mirka Spáčilová, iDNES.cz
- František Fuka, FFFilm
- Matěj Svoboda, MovieZone.cz